# Марія Тереза Австрійська (1816–1867)
Марія Тереза Ізабелла Австрійська (нім. Marie Theresia  Isabella von Österreich), також Марія Тереза Австро-Тешенська (нім. Marie Theresia von Österreich-Teschen) та Марія Тереза Габсбург-Лотаринзька (нім. Marie Theresia von Habsburg-Lothringen); 31 липня 1816 — 8 серпня 1867) — ерцгерцогиня Австрійська з династії Габсбургів, донька герцога Тешенського Карла Людвіга та принцеси Генрієтти Нассау-Вайльбурзької, дружина короля Обох Сицилій Фердинанда II.
У 1834—1835 роках обіймала посаду принцеси-настоятельки Терезіанського інституту шляхтянок у Празі.

## Біографія

### Ранні роки
Марія Тереза народилась 31 липня 1816 року у Відні. Вона стала первістком у родині ерцгерцога Австрійського Карла Людвіга та його дружини Генрієтти Александріни Нассау-Вайльбурзької, з'явившись на світ за десять місяців після їхнього весілля. При народженні дівчинка отримала титул «Її Імператорська та Королівська Високість ерцгерцогиня Австрійська, принцеса Угорщини та Богемії». Країною в цей час правив її дядько Франц II Габсбург.

Марія Тереза в дитячому віці на портреті пензля Моріца Даффлінгера, 1819

Згодом сім'я поповнилася п'ятьма синами: Альбрехтом, Карлом Фердинандом, Фрідріхом, Вільгельмом та Рудольфом, який прожив лише два тижні, й донькою Марією Кароліною. Мешкало сімейство у віденських апартаментах ерцгерцога взимку, а літні місяці проводило у Вайльбурзькому замку поблизу Бадена.
У 1822 році Карл став спадкоємцем свого прийомного батька Альбрехта Саксонського. Від нього він успадкував Тешенське герцогство, а також землі в Угорщині, Моравії, Галичині та Австрійській Сілезії. Разом із цим до нього перейшли віденський палац та художня колекція принца. Карл Тешенський відразу став найбагатшим членом династії.
Матір померла, коли Марії Терезі було 13 років. Генрієтта заразилася від дітей скарлатиною, яка ускладнилася пневмонією. Батько більше не одружувався, і Марія Тереза допомагала йому у вихованні молодших дітей.
У 1834—1835 роках вона обіймала посаду принцеси-настоятельки Терезіанського інституту шляхтянок у Празі.
У липні 1836 ерцгерцогиня познайомилася із королем Обох Сицилій Фердинандом II, який нещодавно овдовів та приїхав до Відня для відпочинку та налагодження стосунків із австрійським урядом, запевняючи його у безсумнівній підтримці консерваторів. Тоді ж і відбулися їхні заручини.
Цей шлюб повинен був закріпити зв'язки Австрії та Королівства Обох Сицилій.
Про заручини пари не повідомлялося до грудня. Офіційне оголошення вийшло у газеті «Augsburger Allgemeine Zeitung».

### Королева Обох Сицилій
Весілля 20-річної ерцгерцогині Марії Терези із 27-річним королем Обох Сицилій Фердинандом II відбулося у Неаполі 27 січня 1837 року. Від попереднього шлюбу наречений мав сина-немовля.
Резиденціями сімейства стали королівський палац у Неаполі та заміське палаццо у Казерті. У їхньому розпорядженні були також Гаетанська фортеця та замок Квісісана.
Марія Тереза оголосила всім, що вважає пасинка за власну дитину й надалі називала його сином. Юний Франческо, підростаючи, завжди ставився до мачухи шанобливо.
Тим не менш, новій королеві не вдалося здобути любов своїх підданих, ймовірно, через австрійське походження та постійне порівняння із пам'яттю Марії Крістіни. Хоч вона й справила гарне враження своєю привітністю, її вважали інструментом у руках канцлера Меттерніха для впливу на італійську політику. До того ж пожежу, яка трапилася у королівському палаці невдовзі після прибуття пари, неаполітанці вважали несприятливим знаком.
У вересні 1838, після народження первістка, пара відвідала Сицилію, де була прийнята з ентузіазмом. А 3 жовтня 1839, невдовзі після народження другого сина, королева взяла участь у відкритті першої італійської залізниці Неаполь—Портічі, прослідувавши із чоловіком із столиці до Ґранателло.
Всього у подружжя народилося дванадцятеро спільних дітей 
Королеву описували як маленьку, кремезну, просто вдягнену та дуже релігійну жінку, яка не відповідала ідеалу дами при дворі. Вона й сама прагнула усунутись від придворного життя, проводячи час за рукоділлям та вихованням дітей.
Тим не менш, вона цікавилася політикою і часто давала поради чоловікові. За її переконаннями, він мав діяти якомога суворіше. Коли королева не мала змоги бути присутньою на офіційних переговорах, то, не вагаючись, слухала дебати за дверима, підглядаючи у щілину. Вона відверто висловлювала недовіру неаполітанській аристократії та завжди виступала на стороні чоловіка.
У 1846 році, завдяки її тиску, Фердинанд підписав дружній договір з Австрією щодо торгівлі та угоду про видачу злочинців.
Не зважаючи на це, шлюб подружжя був мирним та щасливим. В останні роки життя чоловік багато хворів. Щоб піклуватися про нього Марія Тереза поселилася з ним в одній кімнаті та допомагала йому протягом всього дня. Вона доглядала його до самої смерті Фердинанда у травні 1859 року.

### Подальше життя
Королівський трон успадкував її пасинок Франческо. Марія Тереза прагнула зберегти свій політичний вплив та стала його радником. Вона оточила себе найреакційнішими фігурами, демонструючи негативне ставлення до будь-яких ліберальних поступок. Така авторитарність була несхвально сприйнята народом. Дружина Франческо, Марія Софія Баварська, намагалася протидіяти їй, однак король опинився у складному становищі в конфлікті між двома близькими йому дамами. Спроба Марії Софії повідомити чоловіку про змову його мачухи з метою звести на трон власного сина виявилася невдалою. Франческо повірив Марії Терезії, яка присяглася, що це неправда.

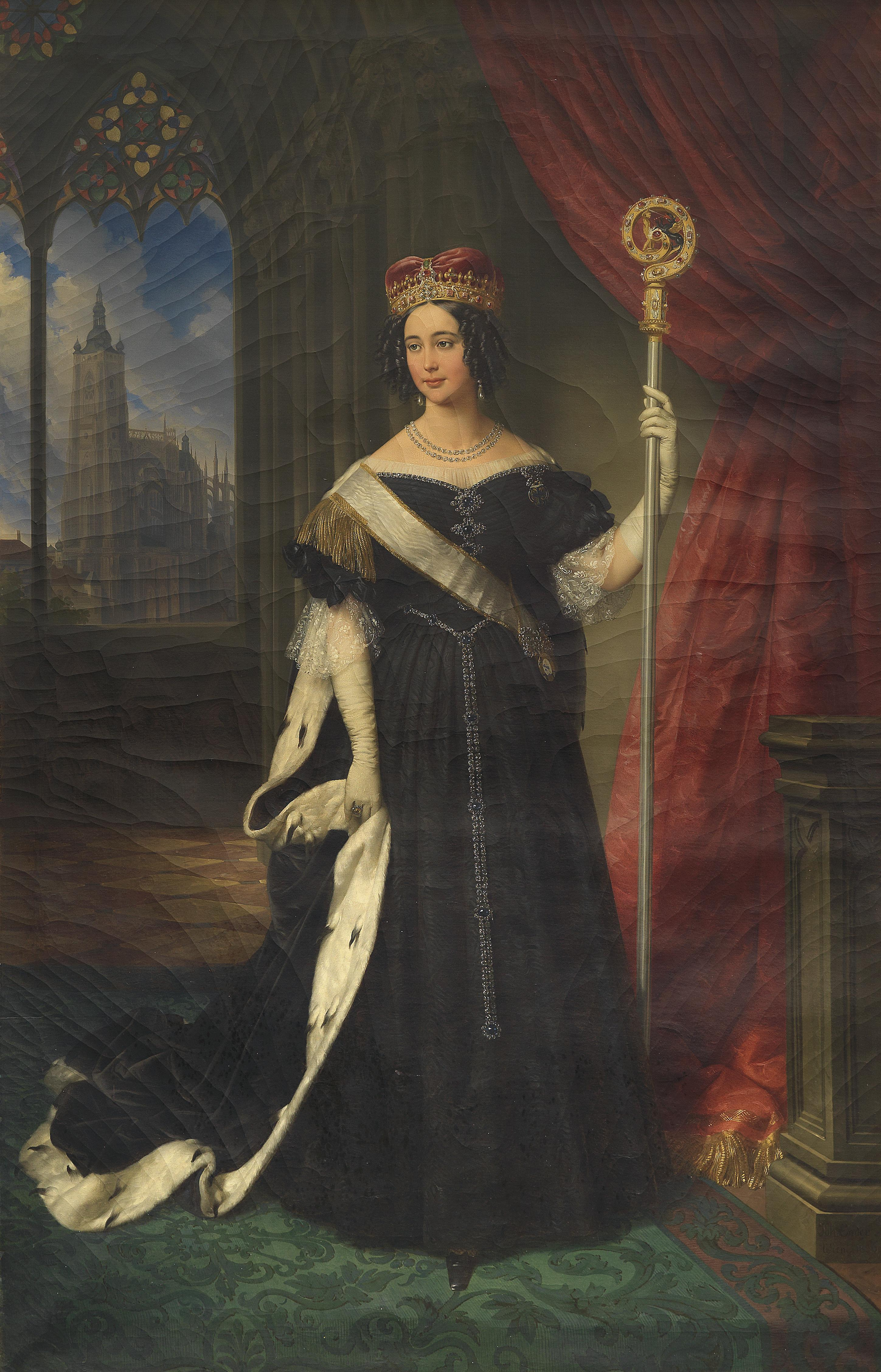
Марія Тереза на портреті пензля Йоганна Ендера

У травні 1860 Джузеппе Гарібальді почав свій «похід тисячі». За дев'ять місяців королівство Обох Сицилій було захоплено повністю і аннексоване Королівством Сардинія. У березні 1861 року було проголошено створення об'єднаного Королівства Італія.
Під час військових дій королівська родина була змушена залишити країну. Марія Тереза залишила Неаполь однією із перших. Із дітьми вона спочатку оселилася в Гаеті, де був наново сформований двір. А 20 листопада 1860, коли ситуація стала критичною й там, вдовіюча королева з молодшими дітьми перебралися до Риму. Папа Пій IX надав їм притулок у Квіринальському палаці, віддячуючи за їхню гостинність у Гаеті в 1849 році.
Після капітуляції Гаети Франческо та Марія Софія приєдналися до них. В одному палаці були сформовані два двори, які існували паралельно. Згодом їхнім місцеперебуванням стало Палаццо Фарнезе.
Прагнучи повернутися до влади, Марія Тереза фінансувала численні локальні повстання у Неаполі, але жодне з них не було вдалим.
Влітку 1867 року у Римі почалася епідемія холери. Щоб вберегтися від хвороби, Марія Тереза переїхала на віллу в Ариччі. Тим не менш, на холеру захворів її наймолодший син Дженнеро. Доглядаючи його, заразилася і сама королева. Надалі про неї піклувався пасинок Франческо, власні діти залишили її, побоюючись заразитися. Спочатку вона відмовлялася від допомоги місцевого лікаря, доктора Манфре, вважаючи його лібералом, а згодом стало надто пізно. Її не стало 8 серпня 1867 року. Дженнеро помер за кілька днів.
За наказом Папи Римського, їх урочисто поховали у церкві Санта Марія ін Валлічелла у Римі. Згодом прах королеви перенесли до королівській усипальниці в базиліці Санта Кьяри в Неаполі.
У своєму заповіті Марія Тереза відписала все майно власним дітям. Проте Франческо плакав у розпачі за своєю мачухою.

## Родина

Фердинанд II

Чоловік — Фердинанд II (король Обох Сицилій)
Дітиː
- Людовіко (1838—1886) — граф ді Трані, був одруженим з Матильдою Людовікою Баварською, мав законну доньку та позашлюбного сина;
- Альберто (1839—1844) — граф ді Кастроджованні, прожив 4 роки;
- Альфонсо (1841—1934) — граф ді Казерта, був одруженим із Марією Антуанеттою Бурбон-Сицилійською, мав дванадцятеро дітей;
- Марія Аннунціата (1843—1871) — дружина ерцгерцога Австрійського Карл Людвіга, мала четверо дітей;
- Марія Іммакулата (1844—1899) — дружина ерцгерцога Австрійського Карла Сальватора, мала десятеро дітей;
- Ґаетано (1846—1871) — граф ді Джідженто, був одруженим з Ізабеллою Іспанською, дітей не мав;
- Джузеппе (1848—1851) — граф ді Люцера, прожив 3 роки;
- Марія Пія (1849—1882) — дружина герцога Парми Роберта I, мала дванадцятеро дітей;
- Вінченцо (1851—1854) — граф ді Мелаццо, прожив 3 роки;
- Паскуале (1852—1904) — граф ді Барі, був морганатично одруженим із Бланш Марконне, дітей не мав;
- Марія Луїза (1855—1874) — дружина принца Бурбон-Пармського Генріха, дітей не мала;
- Дженнаро (1857—1867) — граф ді Кальтаджіроне, прожив 10 років.

## Цікаві факти
- Дітей Марії Терези навчав живопису Джачінто Джиганте.[6]

## Пам'ять
- На честь Марії Терези у 1854 році було перейменовано місто Санта-Тереза-ді-Рива на Сицилії.

## Нагороди
- Орден Зіркового хреста (Австрійська імперія);
- Орден королеви Марії Луїзи № 368 (15 червня 1844) (Іспанія).

## Титули
- 31 липня 1816—27 січня 1837 — Її Імператорська та Королівська Високість Ерцгерцогиня та Імператорська Принцеса Марія Тереза Австрійська, Королівська Принцеса Угорщини та Богемії;
- 27 січня 1837—22 травня 1859 — Її Величність Королева Обох Сицилій;
- 22 травня 1859—8 серпня 1867 — Її Величність Вдовіюча Королева Обох Сицилій.